# Elezioni parlamentari in Giappone del 2003
Le elezioni parlamentari in Giappone del 2003 si tennero il 9 novembre per il rinnovo della Camera dei rappresentanti. In seguito all'esito elettorale, Jun'ichirō Koizumi, esponente del Partito Liberal Democratico, fu confermato Primo ministro.

## Risultati
| Liste                            | Proporzionale | Proporzionale | Proporzionale | Maggioritario | Maggioritario | Maggioritario | Totale seggi |
| Liste                            | Voti          | %             | Seggi         | Voti          | %             | Seggi         | Totale seggi |
| -------------------------------- | ------------- | ------------- | ------------- | ------------- | ------------- | ------------- | ------------ |
| Partito Democratico del Giappone | 22 095 636    | 37,39         | 72            | 21 814 154    | 36,66         | 105           | 177          |
| Partito Liberal Democratico      | 20 660 185    | 34,96         | 69            | 26 089 326    | 43,85         | 168           | 237          |
| Kōmeitō                          | 8 733 444     | 14,78         | 25            | 886 507       | 1,49          | 9             | 34           |
| Partito Comunista Giapponese     | 4 586 172     | 7,76          | 9             | 4 837 952     | 8,13          | -             | 9            |
| Partito Socialdemocratico        | 3 027 390     | 5,12          | 5             | 1 708 672     | 2,87          | 1             | 6            |
| Nuovo Partito Conservatore       | 0             | 0,00          | -             | 791 588       | 1,33          | 4             | 4            |
| Assemblea degli Indipendenti     | 0             | 0,00          | -             | 497 108       | 0,84          | 1             | 1            |
| Lega Liberale                    | 0             | 0,00          | -             | 97 423        | 0,16          | 1             | 1            |
| Altri                            | 0             | 0,00          | -             | 51 524        | 0,09          | -             | -            |
| Indipendenti                     | 0             | 0,00          | -             | 2 728 118     | 4,58          | 11            | 11           |
| Totale                           | 59 102 827    | 100           | 180           | 59 502 372    | 100           | 300           | 480          |

- Per la quota maggioritaria, i voti conseguiti dalle liste e il totale dei voti validi si intendono approssimati per difetto (senza parte decimale).